# 사라 앤 브라이트
사라 앤 브라이트(Sarah Anne Bright, 1793–1866)는 19세기 영국의 예술가이자 사진작가로, 여성에 의해 촬영된 가장 초기의 현존하는 사진 이미지를 제작했다. 그녀가 제작한 이미지는 2015년 뉴욕의 소더비스 경매에 출품되었던 포토그램에서 그녀의 이니셜이 발견되기 전까지 그녀의 것으로 알려지지 않았다.

## 생애
브라이트는 잉글랜드 브리스틀에서 리처드 브라이트(Richard Bright, 1754–1840)와 사라 헤이우드 브라이트의 아홉 자녀 중 한 명으로 살았다. 그녀의 아버지는 부유한 상인이자 은행가였으며, 과학에 강한 관심을 가졌던 것으로 알려져 있다. 1823년, 그는 브리스틀 과학, 문학 및 예술 진흥 기관의 설립자 중 한 명이었다. 사라 앤 브라이트의 삶에 대해서는 거의 알려진 바가 없다.
그녀가 초기 사진작가로서의 역할은 퀼런 컬렉션으로 알려진 사진 그룹이 2008년 뉴욕의 소더비스 경매장에서 판매로 나오면서 발견되었다. 이 컬렉션은 1988년부터 1990년까지 개인 사진 딜러 질 콰샤(Jill Quasha)에 의해 수집되었다.

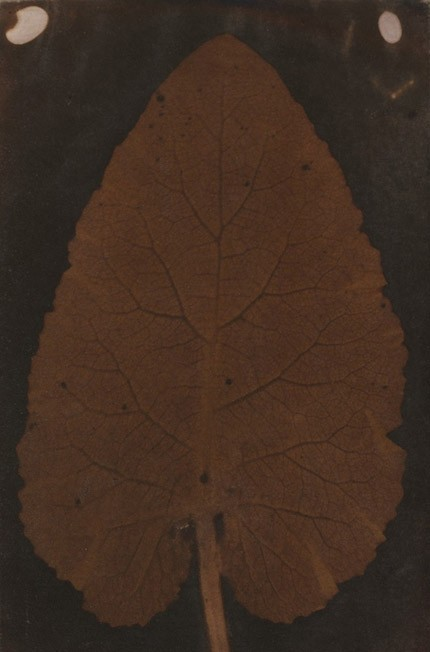
사라 앤 브라이트의 퀼런 리프

처음에는 이 컬렉션의 사진 중 하나인 현재 '퀼런 리프(The Quillan Leaf)'로 알려진 포토그램이 윌리엄 헨리 폭스 탤벗에 의해 제작된 것으로 생각되었으나, 폭스 탤벗 전문가 래리 샤프(Larry Schaaf)가 이를 검토한 결과 폭스 탤벗의 작품이 아니라고 단언했다. 누가 이 이미지를 만들었는지에 대한 약간의 추측 때문에 소더비는 판매 카탈로그에 "사진작가 미상"으로 기재했다. 카탈로그 항목에는 샤프의 문서와 노트 세 페이지가 포함되어 있었다.
경매 당시, 이 이미지는 원래 잉글랜드 브리스틀 햄 그린의 헨리 브라이트(Henry Bright)가 소유했던 앨범에서 나온 것으로 출처가 명확했다. 원본 앨범에는 7개의 포토그램과 여러 수채화 및 그림이 포함되어 있었지만, 경매 당시에는 포토그램만 남아 있었다.
이 인쇄물에는 직사각형에 "W"가 선명하게 표시되어 있었고, 다른 글씨는 "H.B."라는 이니셜로 보였다. 샤프는 인쇄물을 신중하게 연구한 후, 처음에는 "W"가 토머스 웨지우드의 이니셜일 수 있으며, 이 인쇄물이 일찍이 1805년에 제작되었을 가능성이 있다고 추측했다. 저작권과 연령에 대한 불확실성으로 인해 소더비는 추가 연구를 위해 이 인쇄물을 판매에서 철회했다.
샤프는 헨리 브라이트와 브리스틀 지역의 알려진 사진작가들과의 가능한 연관성을 탐색하기 시작했다. 그는 인쇄물에 있는 "W"가 1839년 브리스틀에서 초기 사진 용지를 만든 것으로 알려진 윌리엄 웨스트(William West)의 표시임을 확인했고, 이로써 인쇄물의 날짜를 확정했다. 추가 연구를 통해 그는 나뭇잎 인쇄물에 "H.B."로 보였던 것이 실제로는 "S.A.B."라는 글자였으며, 필체가 사라 앤 브라이트의 것으로 알려진 수채화의 이니셜과 일치한다는 것을 발견했다. 샤프는 브라이트가 이 이미지를 만들었다고 결론 내리고 2015년 6월 링컨 대학교에서 열린 강연에서 자신의 발견을 발표했다.
1851년과 1861년 인구 조사에서 사라 앤 브라이트는 콜월, 헤리퍼드셔에 있는 그녀의 자매들인 피비와 엘리자베스와 함께 살고 있었으며, 그곳에서 사망하여 묻혔다.